# Atacamit
Atacamit ist ein eher selten vorkommendes Mineral aus der Mineralklasse der Halogenide. Er kristallisiert im orthorhombischen Kristallsystem mit der Zusammensetzung Cu2Cl(OH)3, ist also chemisch gesehen ein Kupfer-Chlor-Oxihalogenid.
Atacamit entwickelt meist prismatische Kristalle mit überwiegend nadeligem bis säuligem Habitus bis etwa 10 Zentimetern Länge, findet sich aber auch in Form radialstrahliger, blättriger, faseriger oder körniger bis massiger Mineral-Aggregate. Die Oberflächen der durchsichtigen bis durchscheinenden Kristalle weisen einen glas- bis diamantähnlichen Glanz auf. Seine Farbe variiert zwischen Grasgrün, Smaragdgrün und Schwarzgrün, seine Strichfarbe wird als Apfelgrün beschrieben.

## Etymologie und Geschichte

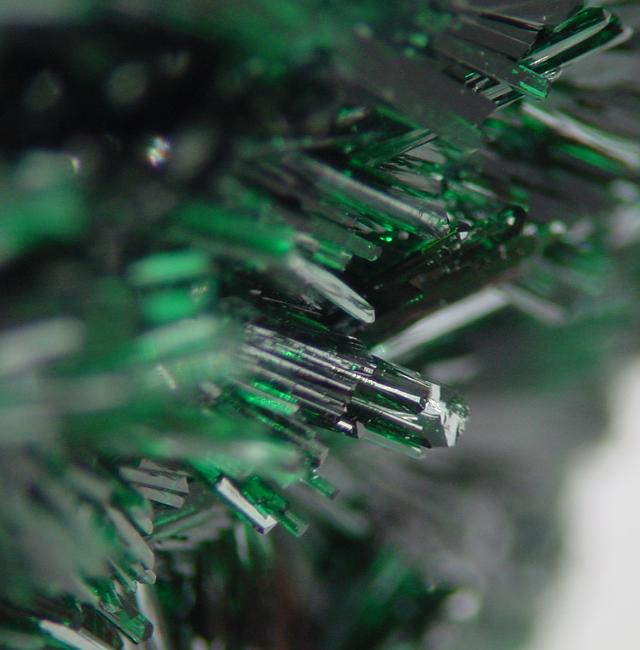
Nahaufnahme büscheliger Atacamitkristalle aus der „Mina La Farola“, Copiapó, Región de Atacama, Chile

Wie Johann Friedrich Blumenbach in seinem 1802 veröffentlichten Werk Handbuch der Naturgeschichte berichtet, wurde Atacamit bereits 14 Jahre zuvor (= 1788) durch den Forschungsreisenden Dombey von einer großen Südamerika-Reise mitgebracht. Da das Mineral aber bisher anscheinend von keinem anderen deutschen Mineralogen beschrieben bzw. benannt worden war, gab Blumenbach ihm den Namen Atacamit nach der chilenischen Atacamawüste, die auch als dessen Typlokalität gilt.
Bekannt wurde das Mineral allerdings zunächst unter verschiedenen, beschreibenden Bezeichnungen wie unter anderem Kupfersand bzw. salzsaurer Kupfersand, Grüner Sand aus Peru und Kupferhornerz (nach Dietrich Ludwig Gustav Karsten, 1800).
Da der Atacamit bereits lange vor der Gründung der International Mineralogical Association (IMA) bekannt und als eigenständige Mineralart anerkannt war, wurde dies von ihrer Commission on New Minerals, Nomenclature and Classification (CNMNC) übernommen und bezeichnet den Atacamit als sogenanntes „grandfathered“ (G) Mineral. Die seit 2021 ebenfalls von der IMA/CNMNC anerkannte Kurzbezeichnung (auch Mineral-Symbol) von Atacamit lautet „Ata“.

## Klassifikation
Bereits in der veralteten 8. Auflage der Mineralsystematik nach Strunz gehörte der Atacamit zur Mineralklasse der „Halogenide“ und dort zur Abteilung „Oxidhalogenide“, wo er gemeinsam mit Kempit sowie im Anhang mit Anthonyit, Botallackit, Calumetit, Melanothallit und Paratacamit in der „Atacamit-Reihe“ mit der Systemnummer III/C.01 steht.
In der zuletzt 2018 überarbeiteten Lapis-Systematik nach Stefan Weiß, die formal auf der alten Systematik von Karl Hugo Strunz in der 8. Auflage basiert, erhielt das Mineral die System- und Mineralnummer III/D.01-030. Dies entspricht ebenfalls der Abteilung „Oxihalogenide“, wo Atacamit zusammen mit Anthonyit, Belloit, Bobkingit, Botallackit, Calumetit, Gillardit, Haydeeit, Herbertsmithit, Hibbingit, Iyoit, Kapellasit, Kempit, Klinoatacamit, Korshunovskit, Leverettit, Melanothallit, Misakiit, Nepskoeit, Paratacamit, Paratacamit-(Mg), Paratacamit-(Ni) und Tondiit eine unbenannte Gruppe mit der Systemnummer III/D.01 bildet.
Die von der International Mineralogical Association (IMA) zuletzt 2009 aktualisierte 9. Auflage der Strunz’schen Mineralsystematik ordnet den Atacamit in die erweiterte Abteilung „Oxihalogenide, Hydroxyhalogenide und verwandte Doppel-Halogenide“ ein. Diese ist weiter unterteilt nach den in der Verbindung vorherrschenden Metallen. Das Mineral ist hier entsprechend seiner Zusammensetzung in der Unterabteilung „Mit Cu usw., ohne Pb“ zu finden, wo es zusammen mit Hibbingit und Kempit die „Atacamitgruppe“ mit der Systemnummer 3.DA.10a bildet.
In der vorwiegend im englischen Sprachraum gebräuchlichen Systematik der Minerale nach Dana hat Atacamit die System- und Mineralnummer 10.01.01.01. Das entspricht ebenfalls der Klasse der „Halogenide“ und dort der Abteilung „Oxihalogenide und Hydroxyhalogenide“. Hier findet er sich innerhalb der Unterabteilung „Oxihalogenide und Hydroxyhalogenide mit der Formel A2(O,OH)3Xq“ in einer unbenannten Gruppe mit der Systemnummer 10.01.01, in der auch Hibbingit, Gillardit und Haydeeit eingeordnet sind.

## Kristallstruktur
Atacamit kristallisiert orthorhombisch in der Raumgruppe Pnam (Raumgruppen-Nr. 62, Stellung 6) mit den Gitterparametern a = 6,03 Å; b = 9,12 Å und c = 6,86 Å sowie 4 Formeleinheiten pro Elementarzelle.
Die Kristallstruktur von Atacamit besteht aus gibbsitartigen Schichten kantenteilender Cu(OH)4Cl2-Oktaedern parallel [110]. Die Schichten sind durch einzelne Cu[6]-Oktaeder verbunden.

## Eigenschaften
Ein Wissenschaftsteam um Leonie Heinze vom Jülich Centre for Neutron Science (JCNS) des Forschungszentrums Jülich konnte in einer 2025 veröffentlichten Untersuchung nachweisen, dass Atacamit starke magnetokalorische Eigenschaften besitzt. Aufgrund der speziellen Anordnung der Kupferionen im Atomgitter, die sogenannte Sägezahnketten aus miteinander verbundenen Dreiecken bilden, werden deren Spins daran gehindert, sich energetisch günstig antiparallel zueinander auszurichten. Unter dem Einfluss eines starken gepulsten Magnetfelds von 22 Tesla zeigte das Mineral eine unerwartet starke Abkühlung, das heißt, dessen Temperatur sank um fast die Hälfte. Die Entdeckung dieser selbst für magnetokalorische Materialien außergewöhnlich starken Temperatursenkung könnte nach Ansicht des Forschungsteams helfen, effizientere Kühlmittel zu entwickeln, die weder Kompressor noch die Expansion eines Kältemittels brauchen.

## Modifikationen und Varietäten
Von der Verbindung Cu2Cl(OH)3 sind bisher vier natürliche Modifikationen bekannt. Neben dem orthorhombischen Atacamit sind dies noch die monoklin kristallisierenden Minerale Botallackit und Klinoatacamit sowie der trigonale Paratacamit.

## Bildung und Fundorte

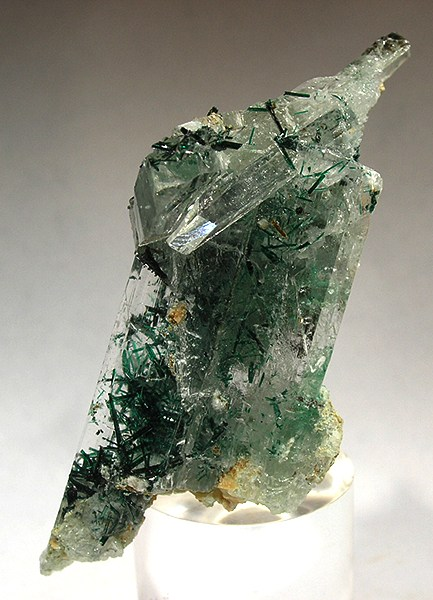
In Gips eingeschlossene Atacamitnadeln aus der „Lily Mine“ (Lilly Mine) bei Pisco Umay, Region Ica, Peru (Größe: 7 × 3 × 2,7 cm)

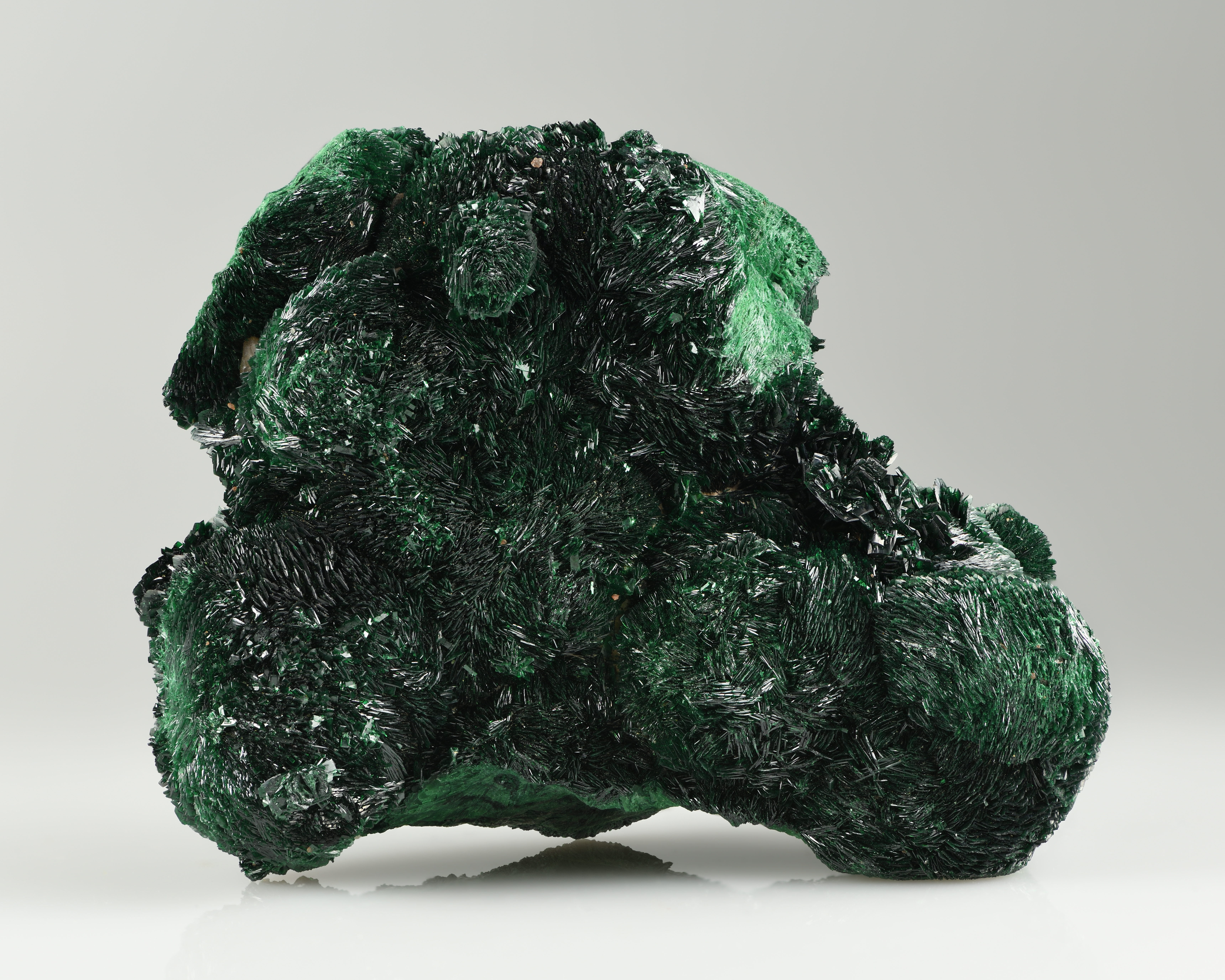
Atacamit auf Malachit aus einer der Minen am „Mount Gunson“, Südaustralien

Atacamit bildet sich in der Oxidationszone sulfidischer Kupfer-Lagerstätten unter ariden Klimabedingungen. Seltener entsteht er als Sublimationsprodukt vulkanischer Gase. Auch als sekundäre Mineralbildung in Schlacken ehemaliger Erzverhüttung sowie in der Patina antiker Bronzen findet sich mitunter Atacamit.
Als Begleitminerale treten unter anderem Botallackit, Brochantit, Caledonit, Cuprit, Linarit und Paratacamit auf. Unter Einfluss der Atmosphäre wandelt sich Atacamit langsam in Malachit und bei gleichzeitiger Anwesenheit von Kieselsäure in Chrysokoll um.
Als eher seltene Mineralbildung kann Atacamit an verschiedenen Fundorten zum Teil zwar reichlich vorhanden sein, insgesamt ist er aber wenig verbreitet. Weltweit sind bisher fast 700 Vorkommen dokumentiert (Stand 2025). In der als Typlokalität geltenden Atacamawüste bzw. der gleichnamigen Región de Atacama konnte das Mineral an vielen Orten gefunden werden wie unter anderem in der Umgebung des Vulkans Cerro Negro in der Provinz Chañaral, Checo de Cobre, Tierra Amarilla und Zapallar (Chile) in der Provinz Copiapó sowie Vallenar in der Provinz Huasco. Daneben fand sich Atacamit noch in vielen weiteren Regionen Chiles.
Bekannt aufgrund außergewöhnlicher Atacamit-Funde ist unter anderem Burra in Südaustralien, wo mit rund 10 Zentimetern die bisher längsten bekannten Kristalle zutage traten. Gut ausgebildete Kristalle von mehreren Zentimetern Größe fanden sich auch in den Kupfergruben von Moona und Wallaroo. Bis zu einem Zentimeter Durchmesser können die Kristalle in Tsumeb in Namibia erreichen.
In Deutschland fand sich Atacamit unter anderem in der Grube Clara in Baden-Württemberg, in den Kupfergruben bei Lichtenberg und Kupferberg sowie im Salzbergwerk Berchtesgaden in Bayern, in den Schlackenfeldern der Kupferwerke bei Frankfurt-Heddernheim und Richelsdorf in Hessen, in der Julius-Hütte bei Astfeld im niedersächsischen Harz, in den nordrhein-westfälischen Zechen Christian Levin und Pluto sowie den Kupfergruben von Marsberg, in der Schlackenhalde der Grube „Virneberg“ bei Rheinbreitbach in Rheinland-Pfalz, im Mansfelder Becken in Sachsen-Anhalt, in der Grube „Lorenz Gegentrum“ bei Halsbrücke und dem „Deutschlandschacht“ bei Oelsnitz/Erzgeb. in Sachsen sowie an der Nordküste von Helgoland in Schleswig-Holstein.
In Österreich sind bisher nur die Grube „Haagen“ bei Webing in der Salzburger Marktgemeinde Abtenau und der „Silberberg“ (Stockerstollen) im Tiroler Gemeindegebiet Brixlegg-Rattenberg als Fundorte bekannt.
Der bisher einzige bekannte Fundort in der Schweiz sind die Salzbergwerke bei Bex im Kanton Waadt.
Weitere Fundorte liegen unter anderem in der Antarktis, in Argentinien, Bolivien, China, der Demokratischen Republik Kongo, Frankreich, Griechenland, Kanada, Indien, Iran, Irland, Isle of Man, Italien, Japan, Jordanien, Kasachstan, Mexiko, Neuseeland, Norwegen, Peru, Portugal, Russland, der Slowakei, Spanien, Südafrika, Tonga, Turkmenistan, Ukraine, Ungarn, Usbekistan, im Vereinigten Königreich, den Vereinigten Staaten von Amerika (USA) und in Vietnam.
Auch in Gesteinsproben vom Mittelatlantischen Rücken sowie im Pazifischen Ozean, genauer vom Manus-Becken der Bismarcksee und vom Ostpazifischen Rücken, konnte Atacamit nachgewiesen werden.

## Verwendung
Als Kupfererz hat Atacamit nur eine geringe Bedeutung.
Im Oktober 2002 fanden Helga Lichtenegger und ihre Kollegen von der University of California, Santa Barbara in den vier zahnähnlichen Kiefern des räuberischen und giftigen „Blutwurms“ Glycera dibranchiata Kupfer, das in Form des Minerals Atacamit eingebaut ist, und publizierten ihren Fund im Fachmagazin Science.